# Ah Canul

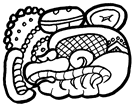
Glifo Emblema del reino clásico de Kaanul.

Ah Canul fue una jurisdicción de la cultura maya que se formó, tras la desintegración de la Liga de Mayapán, en los siglos XV y XVI. Tomó su nombre por el linaje o patronímico de la mayoría de sus habitantes. Se encontraba en la región noroeste de la península de Yucatán, en el litoral del Golfo de México. Y fue una de las más extensas jurisdicciones de las 16 o 17 existentes en la península de esa época. 
Durante el periodo posclásico maya, la tribu de los Ah Canul fue contratada por los Cocomes, con el fin de resguardar las entradas de la amurallada ciudad de Mayapán y así mantener la hegemonía del poder sobre los Tutul xiúes de Uxmal. 
Un posible significado de Ah Canul es "protector", derivado del verbo "canan" que significa "guardar" o "proteger"; [cita requerida] pero considerando que en el clásico Kaanul era el patronímico del antiguo reino de la serpiente, la relación entre esta jurisdicción y la antigua del clásico parece más plausible como origen del nombre moderno.

## Origen
Se desconoce a ciencia cierta el lugar de donde llegaron los Canul a la península de Yucatán. Existen teorías que establecen que llegaron del Petén guatemalteco, de Tabasco, o aún más lejos. El libro maya llamado Chilam Balam dice:

..."...primer hombre de los Canul. El Ix sac uaxim (guaje blanco) y el chacah (palo mulato) son su pequeña choza...El ek (palo de tinte) es su choza de Yaxum, el primer hombre de los Cauich. El señor de los del sur es el primer hombre de los Noh, e Ix Kan Tacay es nombre del primer hombre de los Puch. Nueve ríos fueron guardados por ellos, y nueve montañas fueron guardadas por ellos..."
Chilam Balam de Chumayel

Es decir los Canul son referidos con el color blanco y con el punto cardinal del norte.
El obispo de Yucatán Diego de Landa se refiere a los de Ah Canul en su manuscrito Relación de las cosas de Yucatán como "mexicas", sin embargo hay poca evidencia de esta afirmación en el Códice de Calkiní. 

..."Que estos señores de Mayapán no tomaron venganza de los mexicanos que ayudaron a Cocom porque fueron persuadidos por el gobernador de la tierra y porque eran extranjeros; y que así los dejaron dándoles facultades para que poblasen un pueblo apartado, para sí solos, o se fuesen de la tierra no pudiéndose casar con las naturales de ella, sino entre ellos. Y que escogieran quedarse en Yucatán y no volver a las lagunas y mosquitos de Tabasco, y poblaron la provincia de Canul que les fue señalada y que allí duraron hasta las segundas guerras de los españoles"...
Relación de las cosas de Yucatán, Diego de Landa

Por otra parte, el historiador Ralph L. Roys opina que, a partir del año 1200 d.c, el señor de los cocomes de Mayapán, Hunac Ceel, había traído de Tabasco y Xicalango guerreros mexicas para hacer la guerra a los itzáes de Chichén Itzá y después de la expulsión de estos últimos al Petén guatemalteco, los pobladores de la región norte de la jurisdicción de Ah Canul (puerto de Sisal) se mezclaron con los mexicas hasta fundirse totalmente ambas etnias.

## La guerra entre Mayapán y Uxmal
Poco después de la llegada de los Ah Canul, sobrevino el choque armado entre los Cocomes y los Tutul xiúes. Aún con la ayuda de los Canul, el destino de Mayapán tuvo un dramático fin al ser destruida por las huestes de Ah Xupan Xiu, gran señor de Uxmal, quien se dio a la tarea de asesinar a la familia real de los cocomes. Solo uno de los cocomes que se encontraba en Honduras sobrevivió y fundó Tibolón en Sotuta.

.."Quen entre los sucesores de la casa de los Cocom hubo uno muy orgulloso e imitador de los Cocom, y éste hizo otra liga con los de Tabasco y metió más mexicanos dentro de la ciudad y comenzó a tiranizar y a hacer esclavos a la gente menuda, y que por esto se juntaron los señores en el bando de Tutu Xiu, que era gran republicano como sus pasados, y se concentraron para matar a Cocom y así lo hicieron, matando también a todos sus hijos sin dejar más que uno que estaba ausente, y le saquearon la casa y tomaron las herdades que tenía en cacao y otras frutas, diciendo que con ellas se pagaban de lo que les había robado; y que duraron tanto los bandos entre los Cocomes, y los Xiues que después de haber estado en aquella ciudad más de 500 años la desampararon y despoblaron, yéndose cada uno a su tierra"....
Relación de las cosas de Yucatán, Diego de Landa

Las grandes ciudades fueron abandonadas y se formaron jurisdicciones en donde cada linaje predominante era normalmente el que gobernaba. 
Después de la debacle de Mayapán, los guardianes Canul iniciaron su desplazamiento con dirección al oeste, específicamente a la Región del Camino Real, aparentemente el linaje de los Canche acompañó a los Canul.
La jurisdicción o provincia de Ah Canul, fue de las más extensas en la península de Yucatán.

## Organización política de las jurisdicciones

División de las jurisdicciones mayas en el según Ralph Roys

Tras la destrucción de Mayapán (1441-1461), en la península de Yucatán, se crearon grandes rivalidades entre los mayas, y  se formaron 16 o 17 jurisdicciones independientes llamadas Kuchkabal. En cada Kuchkabal había un Halach Uinik (Hombre de hecho, hombre de mando), que tenía la máxima autoridad militar, judicial y política, quien vivía en una ciudad principal considerada la capital de la jurisdicción.
Cada jurisdicción o kuchkabal se dividía en varios municipios o batabilob (plural de batalib) que eran gobernadas por  un batab.  Los batabob (plural de batab) obedecían al halach uinik y frecuentemente eran sus familiares.   Cada batabil estaba dividido en varias kuchkteel o unidades residenciales. Esta especie de pequeño cabildo residía en un pueblo y estaba dividido en familias extensas. Sus representantes se reunían para solucionar los asuntos importantes y el batab también formaba parte en estas juntas, los consejos de cada batabil estaban integrados por los representantes de las familias o linajes llamados ah k’ul (delegado) y también los representantes nombrados por el batab llamados ah kuch kob.
El halach uinik era el sumo sacerdote de cada kuchkabal. Le seguía en categoría el ah k’in may, después los sacerdotes regulares ah k’in, los sacrificadores ah nakom, los profetas chilam, y los sacerdotes de menor grado: chako’ob.
El halach uinik era la máxima autoridad militar y nombraba a un capitán llamado nacom, que coordinaba a los batabob que también tenían un alto rango militar.
En el caso de Ah Canul, la ciudad más importante era Calkiní, pero no existía un halach uinik, la jurisdicción de Ah Canul funcionaba con batabob independientes, los cuales se reunían para definir cosas de importancia bajo la Ceiba, árbol que consideraban sagrado, y de esta manera llegaban a consensuar el futuro de sus comunidades.

## La fundación de la jurisdicción de los Ah Canul
De acuerdo al Códice de Calkiní, después de la destrucción de Mayapán en 1441-1443 d. C., ocho de los nueve hermanos "batab" Canul salen de Mayapán rumbo al sur, los cuales son: 
- Ah Tzab Canul
- Ah Dzun Canul
- Ah Kin Canul
- Ah Paal Canul  o  Ah Pa Canul
- Ah Sulim Canul
- Ah Chacah Canul
- Ix Pacab Canul o Ix Copacab Canul
- Nah Bich Canul

Tzab Canul, el mayor de los nueve hermanos del linaje de los Canul, estableció la jurisdicción de Ah Canul en Calkiní, en el lugar donde había crecido una hermosa ceiba (árbol sagrado de los mayas), al cual llamaron Tuchicán (U tuuc caan que significa un rincón del cielo o a la orilla del cielo).

## Descripción geográfica
La jurisdicción de Ah Canul colindaba al oeste con el Golfo de México, al noreste con la jurisdicción de Chakán, al este con la de Tutul xiu, y al sur con Can Pech.
Esta jurisdicción prehispánica abarcaba parte de los actuales estados de Yucatán y de Campeche.
El extenso territorio se divide normalmente en norte y sur, para su estudio. La zona norte es más árida, y en la zona sur, por el lado este, cruza el camino "Puuc" o "la sierrita" como la llamaron los conquistadores españoles, el cual es un conjunto de pequeñas colinas que contrasta con el relive plano de la península de Yucatán.

### Ah Canul Norte
Durante mucho tiempo se pensó que el territorio norte de la jurisdicción de Ah Canul era otra jurisdicción independiente llamada Zipatán, ("Zi-patán" cuya traducción literal es: "el lugar que paga tributo") pero todo es un error generado por un documento que narra la llegada de Gaspar Suárez primer alcalde mayor al distrito de Mérida en Zipatán (Yucatán).
De acuerdo a la traducción del códice de Calkiní por Alfredo Barrera Vásquez, se hace referencia clara a la zona de confusión de Zipatán, y se  habla del Puerto de Sisal:

..."el lugar ubicado en el límite norte de la jurisdicción de Ah Canul, y asienta que en sus mares el sacerdote Ah Kin Canul tenía cuatro barcos en que se pescaban sus esclavos".

"Sisal, Nimum, Tiizpat, y Kinchil donde están las cosas del mar de Ah Canul. Ahí está el edificio subterráneo de Ah Cobá; esto es, Kinchil Cobá. También en Homonché, en Pachcaan, está el mar de Ah Canul"
Códice de Calkiní

Sisal es un puerto muy antiguo, precolonial, que perteneció al dominio de los Canul, se tenían barcos para proveerse de productos marinos y probablemente para su comercio con los otros núcleos indígenas del Golfo de México, que era intenso y que se extendía hasta el mar Caribe.
Hunucmá (muchas aguas), no se conoce el nombre del batab durante la conquista, pero en 1565 Juan Canul era el batab de la población en la cual se pueden encontrar muchos cenotes.
Ucú, ubicada en la frontera de la jurisdicción de Chakán, esta población es mencionada en la migración del Chilam Balam de Chumayel, y en 1540 era más importante que Hunucmá, en 1572 el cacique era Martín Pech.
Yabucú (gran Ucu), también conocida como Yahuacu, en 1565 el cacique era Francisco Canul, sin embargo para 1589 los batabob (plural) eran Diego y Alonso Chan.
Tetis, parece ser que esta localidad no tenía asentamientos prehispánicos, pero en 1549 fue registrada en la listra de contribuyentes con 945 habitantes, quienes tributaban sal y pescado.
Kinchil, tuvo poca población en la época prehispánica, aunque existe asociación con Cobá de acuerdo al Códice de Calkiní.
Tzeme, también contaba con muy poca población durante la conquista, cuenta con ruinas arqueológicas en buen estado, y en 1565 el batab era Francisco Mo.
Oxcum o Tahoxcum, era gobernada en 1565 por Juan Canul, no cuenta con vestigios prehispánicos.
Bolonpoxche, en 1549 contaba con una población de 1125 habitantes, tampoco cuenta con vestigios prehispánicos.

### Ah Canul Sur
En la parte sur, las poblaciones se encontraban más concentradas, y sus pobladores tenían un mayor contacto que con los del norte de la jurisdicción a quien llamaban Ah Xamancab o gente del norte, las localidades son:
Maxcanú (mono Canul) es considerada la población más septentrional de "Ah Canul Sur", y se encuentra al lado oeste del camino Puuc, existen registros de que en el tiempo de la conquista, el batab era Nahau Canul, como segundo en importancia Ah Kul Cob (Ah Kulel era el delegado o acompañante del batab), y como tercero en importancia Ah Kul Chim. En el siglo XVII se construyó un convento.
Tuchicán (orilla del cielo o tierra alta), hoy es llamada "Hacienda Granada", también se le conoció como Chican y de acuerdo al códice de Calkiní, fue fundada por Na Bich Canul.  Los conquistadores españoles registraron a Naun Canul como el batab, a Nahau Dzul como Ah Kulel (delegado), y a Nabich Canul como otro entrevistado.  En 1541 Francisco de Montejo y León "el Mozo", se detuvo durante algún tiempo para reorganizar sus fuerza y proseguir la conquista de T'Hó, (Mérida).
Chololá, también conocida como Chan-chololá
Halachó (junco de las ratas), ubicada muy cerca de "la sierrita", se desconoce el nombre del batab en época de la conquista, pero en 1567 el batab era Pedro Canul, la población fue reubicada hacia Calkiní, pero más tarde regresaron al sitio.
Kulcab, hoy la localidad se llama Cepeda, se le conoció como la Hacienda Kulcab, en 1567 el batab era Francisco Ci, y su hijo Agustín Cí.
Sihó, fue fundada por Ah Chacah Canul, con dos vasallos Naun Uicab y otro del linaje Chan, en 1567 el batab era Francisco Uicab
Chulilá, se encontraba a 3 km al sureste de Halachó, en batab registrado en la época de la conquista era Ah Cen Canul, conocido como Napuc Canul (los mayas cambiaban de nombre hasta 4 veces a lo largo de su vida), y también se registró el nombre de dos de sus esclavos: Nacamal Batun y Ah Kauitz Hau.
Becal, poco antes de la llegada de los españoles, el batab era Naun Canul pero emigró a Tenabo, siendo sustituido por Nachan Canul, los delegados eran Ah Kul Tucuch, y Ah Kul Huh, en 1541 algunos Canul apoyaban a los españoles y otros se oponían fuertemente, posiblemente Nachan Canul, era a quien Francisco Montejo "el Adelantado" recomendó contactar, para facilitar la conquista en la carta enviada a su hijo "el Mozo".  En 1572, Juan Canul era el batab de Becal.

..."Los de Becal tenían a Batab Nauat como su batab; Anteriormente Na Um Canul había sido batab de ellos.  Pero salió de allí y se fue a Tenabo.  Ah Kul Yah era el Ah Kul (de Na Um Canul). Entonces llegó Na Chan Canul a Tepakam.  De ahí vino (a Bécal) para ser su batab.  Ah Kul Tucuch era su Ah Kul y Ah Kul Huh era su segundo Ah Can."
Códice de Calkiní

Nohcacab, era una población adjunta a Becal, en 1549 el delegado o Ah Kulel era Ah Kul Chan, y el segundo en importancia Ah Kul Yah.
De acuerdo al doctor Tsubasa Okoshi Harada, del centro de estudios mayas de la UNAM, los batabil de Mopilá, Nunkiní, y Tepakan, reportaban al batab de Calkiní, formando así un pequeño kuchkabal, de tal forma que el batab de Calkiní tenía una gran influencia en Ah Canul, sin ser un halach uinik.
Tepakán (en la planta de nopal), Ah Man Canul, conocido como Nabatun Canul, era el Batab cuando la conquista, era el hermano menor de Nachan Canul (quién fue a Becal), varios de sus delegados eran del linaje Chi, en 1567 el Batab era Francisco Chim.  También existíó un sacerdote llamado Nachi Tec, decían ser gente genuina de Calkiní.

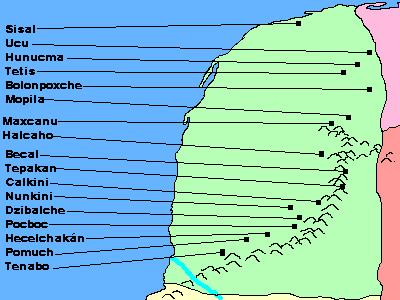
Cacicazgo de Ah Canul.

Mopilá, el batab reportado en Ah Tzab Euan, y el sacerdote Ah Kin Canche era el delegado o Ah Kulel, en 1567 Miguel Canul era el cacique.
Nunkiní, en 1543 el encomendero del lugar, reportó que el señor de la localidad era Nacahan Canul, pero no el mismo de Tepankan y Becal, su hijo Jorge Canul fue el cacique en 1579.
Calkiní, cuando "el Adelantado" giró instrucciones precisas a su hijo "el Mozo", para llevar a cabo la tercera campaña de la conquista de Yucatán, le recomendó hacer contacto con el Batab Nachan Chan (probablemente se refería a Nachan Canul), a quién consideraba amigo de los cristianos, sin embargo Nachan Canul por el contrario ayudado por otros Batab enfrentó fuertemente a los conquistadores.  Napot Canche fue quién se entrevistó con los españoles, y ellos lo denominaron batab de Calkiní en sus crónicas.
Pocboc, era uno de los batbil que se opusieron junto con Calkiní a los españoles, el sacerdote Ah Kin Canul era el personaje principal de la población junto con sus hijos Ah Tok Canul, y Ah Chim Canul.  Pedro Canul era el batab en 1572.
Dzitbalché, (un tallo grande balché), su fundación se remonta a los años de 1443, durante la época de las encomiendas el lugar no aparece en las listas de contribuyentes, por lo que seguramente estaba anexado a la familia Cepeda de Campeche.
Bacabchén, (pozo del dios Bacab), el Códice de Calkiní menciona que Copacab Canul y su delegado kulel Nachan Coyi, eran quienes gobernaban la localidad.  El Batab asistió a una junta celebrada en Chakán Putum cuando llegaron los españoles.
Hecelchakán (sabana del descanso), no se tienen registros de los Batab durante la conquista, pero en 1572 era Lucas Canul.
Pokmuch (rana saltadora), de acuerdo al Códice de Calkiní esta localidad rechazó a los conquistadores.
Tenabo, en el Códice de Calkiní se menciona que esta localidad también rechazó a los conquistadores, Naun Canul procedente de Becal llegó a Tenabo para hacer frente a los españoles.
Sacniteelchen o Sacnité, el sacerdote Ah Kin Canul, tenía cuatro canoas con esclavos para pescar en Isla Jaina, y se encontraba en esta localidad cuando los españoles llegaron a Can Pech, sus delegados eran Ah Kul Tinaal,  Nacal Cauich y Ah Kul Ceh.

## Economía
Antes de la llegada de los conquistadores españoles, la civilización maya tenía una fuerte actividad comercial y marítima.  En donde algunas jurisdicciones producían cacao, otras producían sal, y en el caso de Ah Canul, el producto que se producía era algodón.
Después de la conquista toda la costa norte y sur de Ah Canul fue una importante región productora de sal, que pagaba tributo bajo el régimen de las encomiendas.

## Conquista de Yucatán

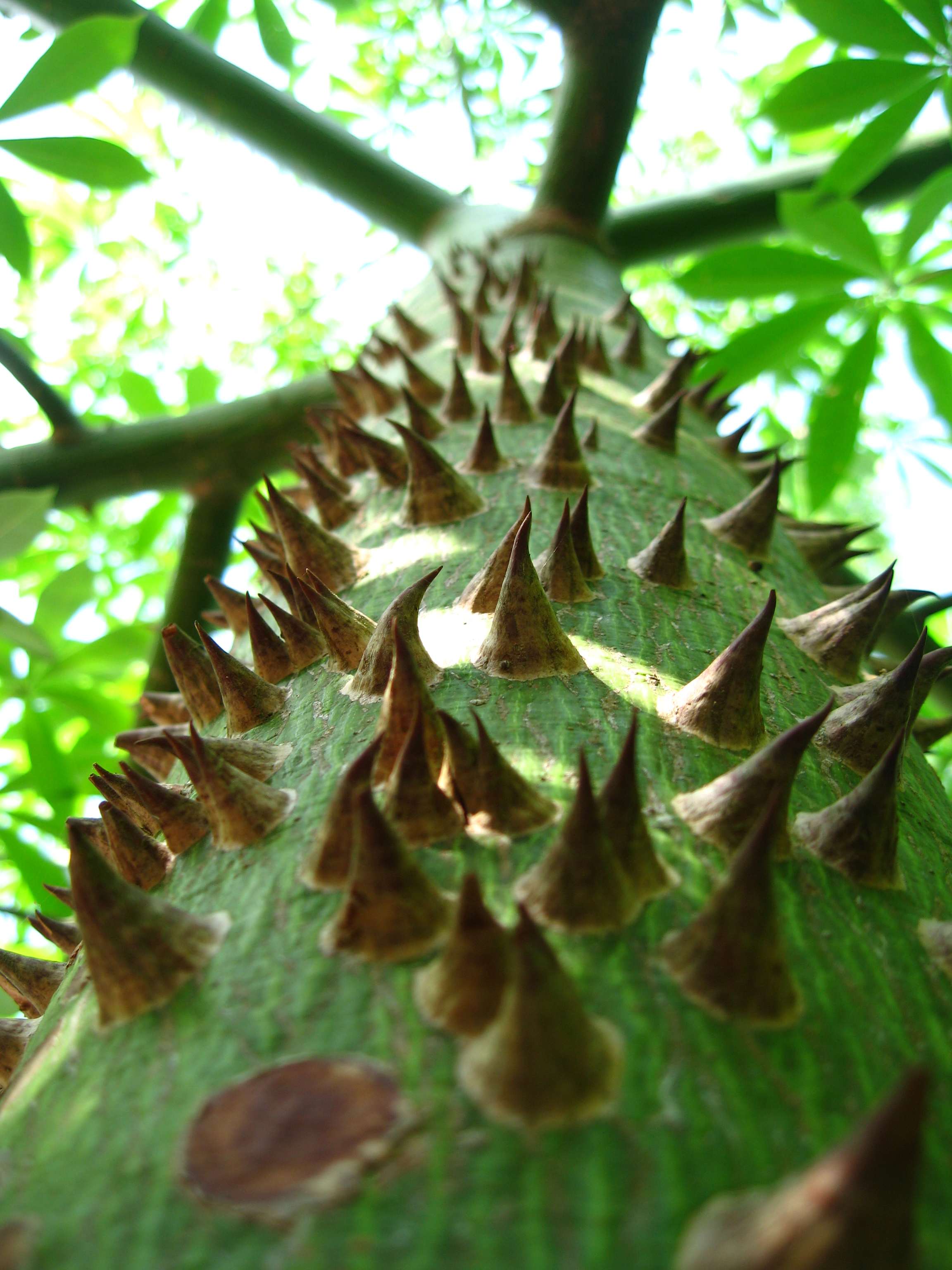
La sagrada Ceiba.

Ante el inminente avance de los conquistadores españoles de su camino de Chakán Putum a T-Hó (Mérida), los Ah Canul se congregaron y acordaron en su mayoría hacer un frente militar conjunto, sin embargo la superioridad técnica de las armas no podría ser detenida.

..."Aquí en el cenote llamado Ix Halim donde estaba erguida la sagrada ceiba* antes, debajo de la cual deliberaron todos aquí en Calkiní, la cabecera de la jurisdicción de los Canules..."
Códice de Calkiní

..."* La ceiba (yaax che) era el centro del mundo, lugar de fertilidad, origen de la vida, unidad del universo, y medio de comunicación entre dioses y hombres.  Por lo tanto, los mayas gobernaban sus pueblos y jurisdicciones procurando mantener el equilibrio y la armonía del universo, lo cual justificaba el poder de los gobernantes sobre el pueblo. Es por eso que estos tenían como principio no actuar despóticamente sino más bien procurar mantener la armonía con los gobernados)..."
Gobierno y pueblo entre los mayas yucatecos posclásicos

Hacia mediados del año 1540 Francisco de Montejo "el Adelantado" que residía en Villa Real de Chiapa, giró instrucciones completas y precisas de la estrategia a seguir para la conquista de Yucatán a su hijo Francisco de Montejo y León "el Mozo" que se encontraba en Tabasco. Estas instrucciones especificaban situarse en Champotón y entrar a la provincia de Ah Canul, debiendo llevar recaudo de la gente sin hacer daño ni maltratos, pues la experiencia adquirida en las incursiones anteriores, era que los nativos de esta zona cooperarían con los españoles, encomendó a su hijo localizar al señor Nachan Chan (¿?)  que consideraba gran amigo de los cristianos. 

..."y entrar a la provincia de Ah Canul, llevando muy gran recaudo en la gente que lleváredes, que no hagan daño ni maltratamientos a los indios de la dicha provincia, pues que todos aquellos están de paz y siempre han deseado que los españoles fuesen a poblar aquellas provincias..
 ...Y en esta provincia procurareis por haber un Señor que se dice Nachan Chan, que ha sido siempre amigo de los cristianos y el que más ha ayudado en tiempos de la guerra. Y venido a do vos estuviéredes, sea muy bien recibico, agradeciéndole su voluntad y buenas obras que ha hecho, y trabajad de tenerle con vos y delante de él hablad con todos los principales de la provincia a lo que vais, y ellos avisarán si su provincia quisiese guerra: Y si la hubiere, con maña enviarles heis a llamar, haciéndoles entender que si vinieren en paz los recibireis en nombre de Su Magestad y el mío, y que serán muy bien tratados, y recibidos y favorecidos. E que si no vinieren, enviarles heis a hacer los requerimientos que Su Magestad manda, y no queriendo darles heis la guerra con más sin perjuicio y daño de los españoles y de los naturales que se pudiere: conformándoos con lo que Su Magestad manda...."
Carta enviada por Francisco de Montejo "el adelantado" a su hijo "el Mozo"

Francisco de Montejo y León "el Mozo", siguiendo las instrucciones de su padre, comenzó la tercera y definitiva campaña de la conquista de Yucatán partiendo de las inmediaciones de Potonchán y Xicalango hacia Chakán Putum, donde después de entrevistarse con los batabob (plural de batab) locales, avanzó hacia Can Pech y estando ahí mandó llamar a los batabob de una vasta región: de Can Pech, Tutul Xiu, Ah Canul, Ceh Pech y Ah Kin Chel.  Algunos batabob que habían sido leales a los españoles en la segunda campaña, reiteraron su obediencia.
Sin embargo "el Mozo" se llevó una gran sorpresa, pues la mayoría de los batabob de Ah Canul se rehusaron, en especial del batab de Calkiní, lugar principal de la jurisdicción. 
Francisco de Montejo, el sobrino, unido con nativos de provincias aliadas y con una compañía de 40 hombres forzó la sumisión de los Ah Canul quienes intentaron desesperadamente detener el avance de los españoles. 
Después de la confrontación, "el sobrino" tomó la vanguardia de  las fuerzas españolas y fue avanzando a través de Tenabo, Hecelchakán, Calkiní, Tuchicán, y Maxcanú.
Los españoles se detuvieron en Tenabo, y Calkiní para reorganizar y abastecer a sus fuerzas militares, pues en Pocboc el Domingo de Ramos de 1541 tuvieron un fuerte problema, se quemó su campamento, y perdieron sus abastecimientos, ropa y municiones. 
Paso algo de tiempo, antes de avanzar a la frontera de la jurisdicción de Chakán que había mostrado signos inequívocos de hostilidad.